# ألعاب فيسبيك
كانت ألعاب فيسبيك أو ألعاب الشرق الأقصى وجنوب المحيط الهادئ لذوي الإعاقة حدثاً رياضياً متعدداً يشمل آسيا ومنطقة جنوب المحيط الهادئ، ويُعتبر بمثابة نواة للألعاب البارالمبية الآسيوية، حيث أقيمت اثنتان من دوراتها في عامي 1999 (السابعة) و2002 (الثامنة) بالتوازي مع دورة الألعاب الآسيوية 1998 ودورة الألعاب الآسيوية 2002.
أُقيم هذا الحدث الذي بدأ في 1975 تسع مرات، وأقيم لآخر مرة في ديسمبر 2006 في كوالالمبور، ماليزيا.

## أهدافها
- تعزيز المصلحة العامة والرفاهية للأشخاص ذوي الإعاقة في المنطقة من خلال المشاركة في الأحداث الرياضية وغيرها من الأنشطة.
- تعميق التفاهم المتبادل والصداقة بين الأشخاص ذوي الإعاقة.
- تعزيز إعادة تأهيل الأشخاص ذوي الإعاقة في المنطقة عبر الأنشطة الرياضية.

## تاريخها
أقيمت أول دورة ألعاب فيسبيك في أويتا باليابان في 1975. في وقت كانت فيه الفرص المتاحة للأشخاص ذوي الإعاقة في آسيا والمحيط الهادئ للمشاركة في الألعاب الرياضية محدودة. وقد انطلقت دورة ألعاب فيسبك لمعالجة هذه القضية وتعزيز التفاهم تجاه الأشخاص ذوي الإعاقة في كل دولة، فضلاً عن تحسين رفاهتهم الاجتماعية.
زاد عدد الدول المشاركة خلال تاريخ ألعاب فيسبك. شاركت دول آسيا الوسطى كازاخستان وأوزبكستان وقيرغيزستان وتركمانستان وطاجيكستان، بالإضافة إلى أرمينيا وأذربيجان، لأول مرة في دورة ألعاب فيسبيك السابعة في 1999. وسُمح لدول الشرق الأوسط بالتنافس في دورة ألعاب فيسبيك التاسعة في 2006، إلى جانب تيمور الشرقية. لم يُسمح لدول الشرق الأوسط في السابق بالتنافس في ألعاب فيسبيك من 1975 إلى 2002 لأن هذه الدول كانت أعضاء في ألعاب إفريقية/شرق أوسطية.